# Tareco

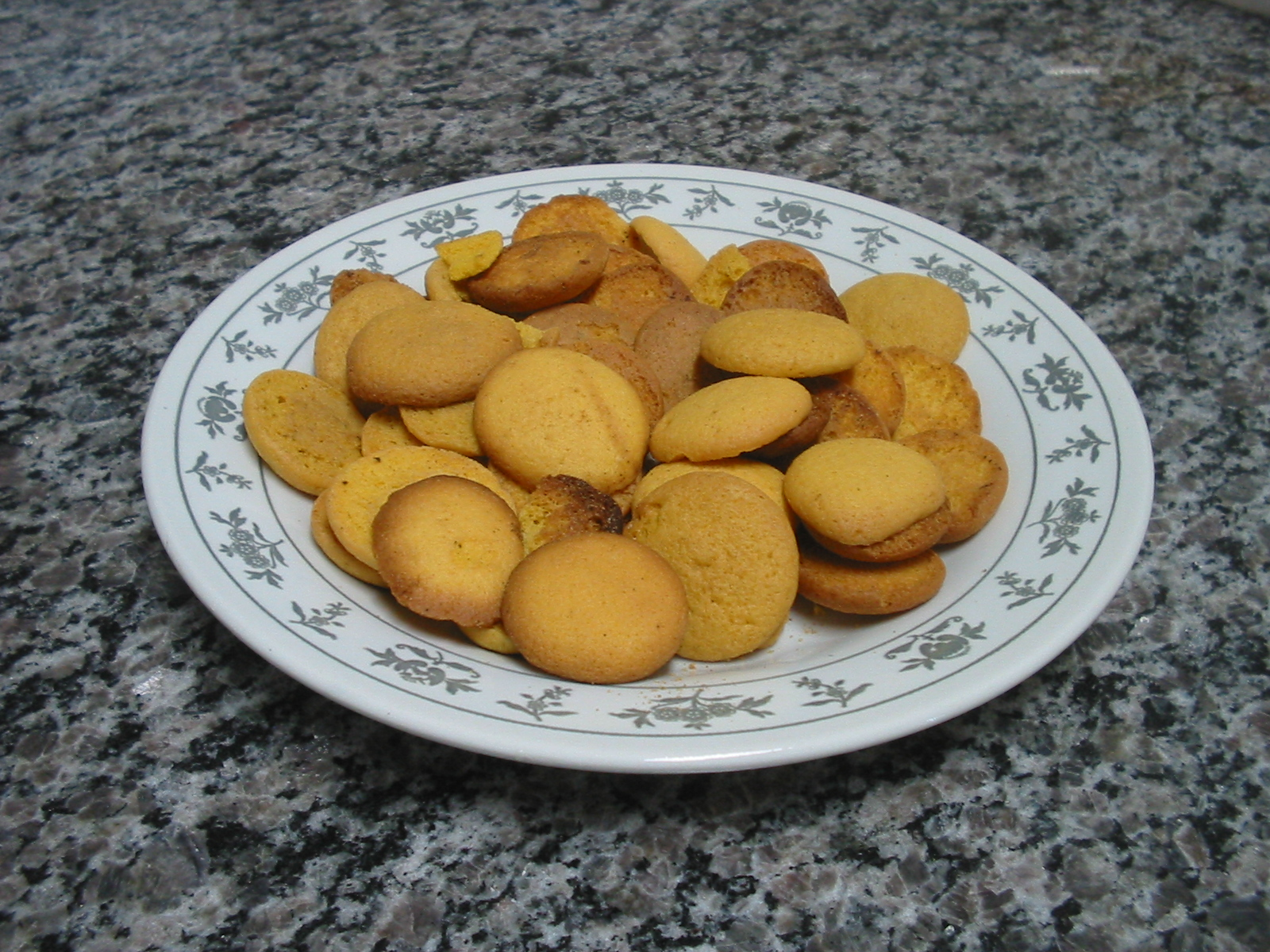
Prato com tarecos

O tareco é um pequeno biscoito de consistência firme, feito de farinha de trigo, ovos e açúcar. A massa é pingada na fôrma antes de assar dando-lhe um formato discoide.
O tareco faz parte da cultura popular na região Nordeste do Brasil desde muito tempo. Argumenta-se que sua origem provavelmente se deu no estado de Pernambuco, tendo se espalhado para o restante do Nordeste brasileiro. Sua presença é notada em músicas e poemas de autores nordestinos a exemplo da canção Tareco e Mariola interpretada por Flávio José e composta por Petrúcio Amorim. No estado da Bahia é conhecido como biscoito Paciência. 